# Internationales Stadionfest 2018
Internationales Stadionfest 2018 – mityng lekkoatletyczny, który odbył się 2 września 2018 w Berlinie. Zawody były ósmą, przedostatnią odsłoną cyklu World Challenge Meetings rozgrywanego pod egidą IAAF.
Podczas zawodów pożegnano niemieckiego dyskobola, Roberta Hartinga, który oficjalnie zakończył karierę.

## Rezultaty

### Mężczyźni
| Konkurencja:               | 1. miejsce         | Rezultat | 2. miejsce         | Rezultat   | 3. miejsce              | Rezultat   |
| Bieg na 100 m              | Tyquendo Tracey    | 10,05    | Alonso Edward      | 10,08      | Isiah Young             | 10,15      |
| Bieg na 1500 m             | Timothy Cheruiyot  | 3:32,37  | Ferguson Rotich    | 3:33,21 PB | Ismael Debjani          | 3:34,40 SB |
| Bieg na 110 m przez płotki | Orlando Ortega     | 13,15    | Freddie Crittenden | 13,31      | Pascal Martinot-Lagarde | 13,38      |
| Skok wzwyż                 | Maksim Niedasiekau | 2,30     | Mateusz Przybylko  | 2,28       | Eike Onnen              | 2,24       |
| Rzut dyskiem               | Christoph Harting  | 65,67    | Robert Harting     | 64,95      | Martin Wierig           | 63,67      |
| Rzut oszczepem             | Thomas Röhler      | 86,50    | Julian Weber       | 85,54      | Andreas Hofmann         | 85,09      |

### Kobiety
| Konkurencja:                  | 1. miejsce          | Rezultat      | 2. miejsce                  | Rezultat   | 3. miejsce              | Rezultat   |
| Bieg na 100 m                 | Marie Josée Ta Lou  | 11,08         | Michelle-Lee Ahye           | 11,13      | Gina Lückenkemper       | 11,18      |
| Bieg na 1000 m                | Caster Semenya      | 2:30,70 WL NR | Halimah Nakaayi             | 2:34,88 NR | Nelly Jepkosgei         | 2:35,30 NR |
| Bieg na milę                  | Marta Pen           | 4:22,45 MR NR | Kate Grace                  | 4:23,23    | Konstanze Klosterhalfen | 4:24,27 PB |
| Bieg na 3000 m z przeszkodami | Colleen Quigley     | 9:10,27 PB    | Daisy Jepkemei              | 9:11,85    | Genevieve LaCaze        | 9:15,97 SB |
| Bieg na 100 m przez płotki    | Christina Manning   | 12,72         | Pamela Dutkiewicz           | 12,73      | Cindy Roleder           | 12,77 =SB  |
| Skok w dal                    | Brooke Stratton     | 6,71          | Nastassia Mironczyk-Iwanowa | 6,65       | Malaika Mihambo         | 6,63       |
| Trójskok                      | Kimberly Williams   | 14,40         | Paraskiewi Papachristu      | 14,25      | Neele Eckhardt          | 14,04      |
| Pchnięcie kulą                | Christina Schwanitz | 19,25         | Paulina Guba                | 18,58      | Sara Gambetta           | 18,43 SB   |
| Rzut oszczepem                | Kelsey-Lee Barber   | 62,70         | Christin Hussong            | 61,51      | Nikola Ogrodníková      | 60,35      |
| Sztafeta 4 × 100 metrów       | Niemcy              | 42,98         | Wielka Brytania             | 43,19      | Szwajcaria              | 43,35      |

## Wyniki reprezentantów Polski

### Mężczyźni
- rzut dyskiem: 4. Robert Urbanek 63,20; 7. Piotr Małachowski 60,23
- rzut oszczepem: 8. Marcin Krukowski 74,16

### Kobiety
- bieg na milę: 8. Renata Pliś 4:28,36
- bieg na 3000 metrów z przeszkodami: 12. Matylda Kowal 10:02,65
- bieg na 100 metrów przez płotki: 9. Karolina Kołeczek 13,47
- pchnięcie kulą: 2. Paulina Guba 18,58; 8. Klaudia Kardasz 16,66

## Rekordy
Podczas mityngu ustanowiono 6 rekordów krajowych w kategorii seniorów:
| Zawodnik        | Reprezentacja     | Konkurencja                        | Rezultat |
| --------------- | ----------------- | ---------------------------------- | -------- |
| Nelly Jepkosgei | Kenia             | bieg na 1000 metrów                | 2:35,30  |
| Halimah Nakaayi | Uganda            | bieg na 1000 metrów                | 2:34,88  |
| Caster Semenya  | Południowa Afryka | bieg na 1000 metrów                | 2:30,70  |
| Noélie Yarigo   | Benin             | bieg na 1000 metrów                | 2:38,61  |
| Marta Pen       | Portugalia        | bieg na milę                       | 4:22,45  |
| Maruša Mišmaš   | Słowenia          | bieg na 3000 metrów z przeszkodami | 9:28,61  |